# Wijckel
Wijckel (en frison : Wikel) est un village de la commune néerlandaise de De Fryske Marren, situé dans la province de Frise.

## Géographie
Le village est situé dans le centre de la commune, immédiatement à l'ouest de la ville de Sloten et possède une rive sur le lac de Sloten.

## Histoire
Wijckel est un village de la commune de Gaasterlân-Sleat avant le 1er janvier 2014, date à laquelle celle-ci fusionne avec Lemsterland et Skarsterlân pour former la nouvelle commune de De Friese Meren, devenue De Fryske Marren en 2015.

## Démographie
Le 1er janvier 2018, le village comptait 630 habitants.

## Culture et patrimoine

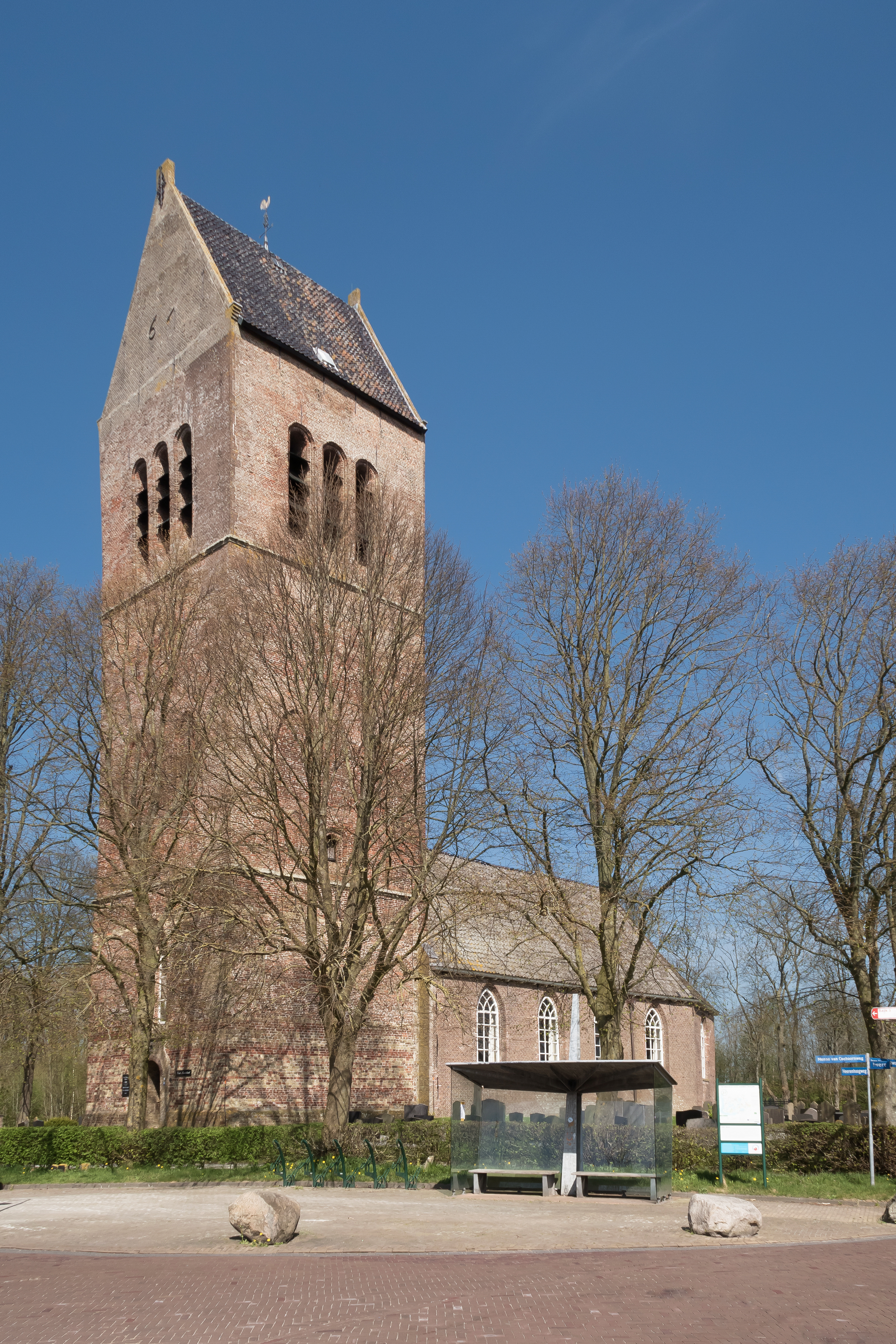
L'église Vaste Burchtkerk

L'église Vaste Burchtkerk remonte au XVIIe siècle, mais sa tour date du XVe siècle. Elle abrite le monument funéraire de l'ingénieur militaire Menno van Coehoorn (1641-1704), œuvre conçue par l'architecte Daniel Marot et réalisée par le sculpteur Pieter van der Plas.

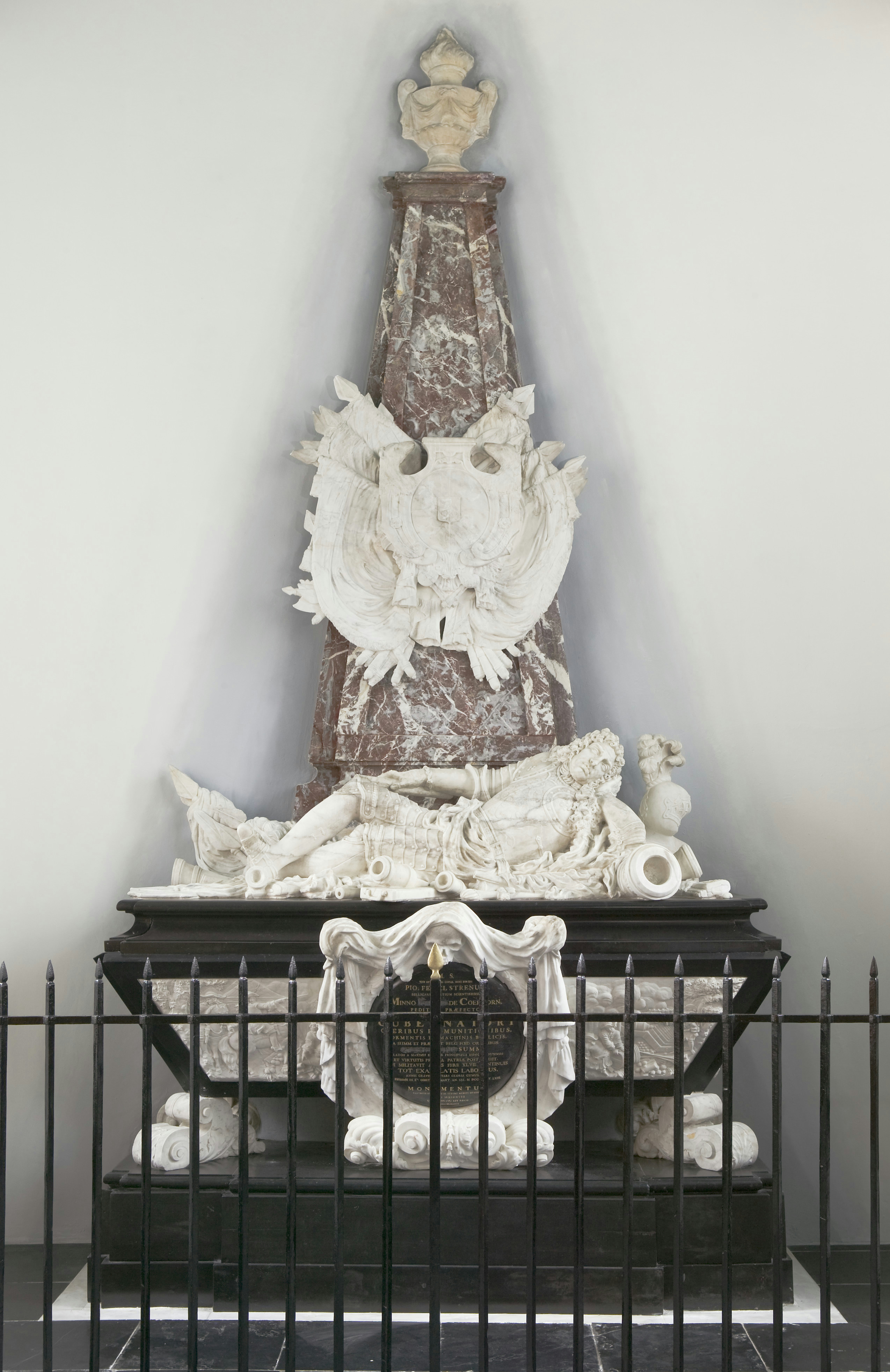
Monument de Menno van Coehoorn.

## Personnalité
- Marrit Leenstra, née en 1989 à Wijckel, patineuse de vitesse.